# Нартица
Нартица — река в России, протекает в Вологодской области, в Великоустюгском районе. Устье реки находится в 75 км по левому берегу реки Верхняя Ёрга. Длина реки составляет 26 км.
Исток реки расположен в болотах в 6 км к югу от посёлка Ломоватка (центра Ломоватского сельского поселения) и в 55 км к северо-западу от Великого Устюга. Нартица течёт по ненаселённому лесу на юг, затем на юго-запад. Крупнейший приток — Чёрная (правый). В месте впадения Нартицы в Верхнюю Ёргу стоит деревня Илатовская.

## Данные водного реестра
По данным государственного водного реестра России относится к Двинско-Печорскому бассейновому округу, водохозяйственный участок реки — Северная Двина от начала реки до впадения реки Вычегда, без рек Юг и Сухона (от истока до Кубенского гидроузла), речной подбассейн реки — Сухона. Речной бассейн реки — Северная Двина.
По данным геоинформационной системы водохозяйственного районирования территории РФ, подготовленной Федеральным агентством водных ресурсов:
- Код водного объекта в государственном водном реестре — 03020100312103000009692
- Код по гидрологической изученности (ГИ) — 103000969
- Код бассейна — 03.02.01.003
- Номер тома по ГИ — 03
- Выпуск по ГИ — 0